# Associazione Calcio Juniorcasale 1978-1979
Questa voce raccoglie le informazioni riguardanti l'Associazione Calcio Juniorcasale nelle competizioni ufficiali della stagione 1978-1979.

## Stagione
Nella stagione 1978-1979 la Juniorcasale disputò il ventiduesimo campionato di terza serie della sua storia, prendendo parte al nuovo campionato di Serie C1 istituito dalla Lega Nazionale Semiprofessionisti.

## Divise
| 1ª divisa | 2ª divisa |

## Organigramma societario
Area direttiva
- Presidente: Felice Falvo
- Segretario: Santino Ciceri

Area tecnica
- Allenatore: Guido Vincenzi
- Allenatore in 2ª: Vincenzo Reverchon

Area sanitaria
- Allenatore: Adriano Figarolo

## Rosa
| N. |                   | Ruolo | Calciatore             |
| -- | ----------------- | ----- | ---------------------- |
|    | Italia (bandiera) | P     | Mauro Bianchi          |
|    | Italia (bandiera) | P     | Giuseppe Ridolfi       |
|    | Italia (bandiera) | D     | Sandro Aimone          |
|    | Italia (bandiera) | D     | Attilio Fait           |
|    | Italia (bandiera) | D     | Fabio Francisca        |
|    | Italia (bandiera) | D     | Gianni Marella         |
|    | Italia (bandiera) | D     | Domenico Tumelero      |
|    | Italia (bandiera) | C     | Marino Bracchi         |
|    | Italia (bandiera) | C     | Francesco Della Monica |

| N. |                   | Ruolo | Calciatore          |
| -- | ----------------- | ----- | ------------------- |
|    | Italia (bandiera) | C     | Claudio Legnani     |
|    | Italia (bandiera) | C     | Franco Monetta      |
|    | Italia (bandiera) | C     | Giuseppe Palladino  |
|    | Italia (bandiera) | C     | Leopoldo Pardini    |
|    | Italia (bandiera) | C     | Massimo Tolfo       |
|    | Italia (bandiera) | A     | Diego Bianchini     |
|    | Italia (bandiera) | A     | Marco Bozzi         |
|    | Italia (bandiera) | A     | Santino Pozzi       |
|    | Italia (bandiera) | A     | Gian Battista Motta |

## Risultati

### Serie C1

#### Girone di andata
| Casale Monferrato 1º ottobre 1978 | Juniorcasale     | 0 – 0 | Como | Stadio Natale Palli\| Arbitro: \| Colasanti (Roma) \| |
| Arbitro:                          | Colasanti (Roma) |       |      |                                                       |

| Arbitro: | Leni (Perugia) |

|                |           |           |
| Gasparrini 58’ | Marcatori | 75’ Motta |

| Arbitro: | Giaffreda (Roma) |

|           |           |  |
| Motta 46’ | Marcatori |  |

| Arbitro: | Cherri (Macerata) |

|            |           |  |
| Scarpa 88’ | Marcatori |  |

| Arbitro: | Armienti (Bologna) |

|                           |           |                             |
| Bracchi 2’ Motta 36’, 54’ | Marcatori | 29’ Bongiorni 55’ Mugianesi |

| Arbitro: | Castaldi (Vasto) |

|  |           |           |
|  | Marcatori | 77’ Pozzi |

| Arbitro: | Angelelli (Terni) |

|           |           |  |
| Motta 15’ | Marcatori |  |

| Arbitro: | Baldi (Roma) |

|           |           |           |
| Zanon 39’ | Marcatori | 73’ Motta |

| Arbitro: | Rufo (Roma) |

|           |           |            |
| Motta 72’ | Marcatori | 62’ Basili |

| Trieste 3 dicembre 1978 | Triestina          | 0 – 0 | Juniorcasale | Stadio Giuseppe Grezar\| Arbitro: \| Faccenda (Salerno) \| |
| Arbitro:                | Faccenda (Salerno) |       |              |                                                            |

| Arbitro: | Vallesi (Pisa) |

|             |           |  |
| Bracchi 25’ | Marcatori |  |

| Arbitro: | Parussini (Udine) |

|            |           |  |
| Fabbri 52’ | Marcatori |  |

| Arbitro: | Magni (Bergamo) |

|                         |           |           |
| Musella 49’, 75’ (rig.) | Marcatori | 50’ Pozzi |

| Arbitro: | Altobelli (Roma) |

|  |           |                                            |
|  | Marcatori | 28’ (rig.) Berta 84’ Vaccario 86’ Crivelli |

| Piacenza 14 gennaio 1979 | Piacenza          | 0 – 0 | Juniorcasale | Stadio Galleana\| Arbitro: \| Cherri (Macerata) \| |
| Arbitro:                 | Cherri (Macerata) |       |              |                                                    |

| Lecco 21 gennaio 1979 | Lecco              | 0 – 0 | Juniorcasale | Stadio Mario Rigamonti\| Arbitro: \| Bianciardi (Siena) \| |
| Arbitro:              | Bianciardi (Siena) |       |              |                                                            |

| Arbitro: | Sarti (Modena) |

|  |           |                 |
|  | Marcatori | 77’ (rig.) Gola |

#### Girone di ritorno
| Arbitro: | Giaffreda (Roma) |

|                       |           |  |
| Cavagnetto 54’ (rig.) | Marcatori |  |

| Arbitro: | Pirandola (Lecce) |

|           |           |  |
| Motta 70’ | Marcatori |  |

| Arbitro: | Testa (Prato) |

|         |           |           |
| Dri 11’ | Marcatori | 66’ Bozzi |

| Casale Monferrato 25 febbraio 1979 | Juniorcasale              | 0 – 0 | Parma | Stadio Natale Palli\| Arbitro: \| Madonna (Torre del Greco) \| |
| Arbitro:                           | Madonna (Torre del Greco) |       |       |                                                                |

| Arbitro: | Lombardo (Marsala) |

|                            |           |  |
| Seghezza 23’ Mugianesi 56’ | Marcatori |  |

| Arbitro: | Vitali (Bologna) |

|           |           |             |
| Pozzi 71’ | Marcatori | 52’ Calisti |

| Arbitro: | Pampana (Pisa) |

|               |           |                          |
| Enzo 55’, 79’ | Marcatori | 4’ Pardini 23’ Francisca |

| Casale Monferrato 1º aprile 1979 | Juniorcasale               | 0 – 0 | Modena | Stadio Natale Palli\| Arbitro: \| Esposito (Torre del Greco) \| |
| Arbitro:                         | Esposito (Torre del Greco) |       |        |                                                                 |

| Arbitro: | Armienti (Bologna) |

|                                        |           |  |
| Genzano 5’, 51’ (rig.) Sanseverino 11’ | Marcatori |  |

| Arbitro: | Bianciardi (Siena) |

|                  |           |  |
| Motta 25’ (rig.) | Marcatori |  |

| Arbitro: | Baldi (Roma) |

|             |           |             |
| Pardini 37’ | Marcatori | 9’ Angeloni |

| Arbitro: | Pirandola (Lecce) |

|             |           |          |
| Zandegù 59’ | Marcatori | 5’ Motta |

| Arbitro: | Rufo (Roma) |

|  |           |            |
|  | Marcatori | 81’ Pillon |

| Arbitro: | Cherri (Macerata) |

|                                    |           |          |
| Mossini 36’, 82’ Marlia 69’ (rig.) | Marcatori | 61’ Fait |

| Arbitro: | Pampana (Pisa) |

|           |           |  |
| Motta 58’ | Marcatori |  |

| Arbitro: | Falsetti (Roma) |

|             |           |                      |
| Pardini 23’ | Marcatori | 52’ (aut.) Francisca |

| Arbitro: | Boschi (Parma) |

|                            |           |                                   |
| Nicolini 38’ Mondonico 85’ | Marcatori | 30’ Bianchini 87’ Motta 90’ Bozzi |

### Coppa Italia di Serie C

#### Fase eliminatoria a gironi
| Casale Monferrato 27 agosto 1978            | Juniorcasale | 0 – 1     | Novara | Stadio Natale Palli |
| \| \| \| \| \| \| Marcatori \| 1’ Basili \| |              |           |        |                     |
|                                             |              |           |        |                     |
|                                             | Marcatori    | 1’ Basili |        |                     |

| Omegna 17 settembre 1978                           | Omegna    | 0 – 1            | Juniorcasale | Stadio Liberazione |
| \| \| \| \| \| \| Marcatori \| 74’ Della Monica \| |           |                  |              |                    |
|                                                    |           |                  |              |                    |
|                                                    | Marcatori | 74’ Della Monica |              |                    |

| Arbitro: | Vallesi (Pisa) |

|            |           |  |
| Basili 90’ | Marcatori |  |

| Casale Monferrato 24 settembre 1978                               | Juniorcasale | 1 – 1        | Omegna | Stadio Natale Palli |
| \| \| \| \| \| Bracchi 19’ (rig.) \| Marcatori \| 80’ Pioletti \| |              |              |        |                     |
|                                                                   |              |              |        |                     |
| Bracchi 19’ (rig.)                                                | Marcatori    | 80’ Pioletti |        |                     |

## Statistiche

### Statistiche di squadra
| Competizione         | Punti | In casa | In casa | In casa | In casa | In casa | In casa | In trasferta | In trasferta | In trasferta | In trasferta | In trasferta | In trasferta | Totale | Totale | Totale | Totale | Totale | Totale | DR |
| Competizione         | Punti | G       | V       | N       | P       | Gf      | Gs      | G            | V            | N            | P            | Gf           | Gs           | G      | V      | N      | P      | Gf     | Gs     | DR |
| -------------------- | ----- | ------- | ------- | ------- | ------- | ------- | ------- | ------------ | ------------ | ------------ | ------------ | ------------ | ------------ | ------ | ------ | ------ | ------ | ------ | ------ | -- |
| Serie C1             | 33    | 17      | 7       | 7       | 3       | 13      | 11      | 17           | 2            | 8            | 7            | 12           | 21           | 34     | 9      | 15     | 10     | 25     | 32     | -7 |
| Coppa Italia Semipro |       | 2       | 0       | 1       | 1       | 1       | 2       | 2            | 1            | 0            | 1            | 1            | 1            | 4      | 1      | 1      | 2      | 2      | 3      | -1 |
| Totale               | -     | 19      | 7       | 8       | 4       | 14      | 13      | 19           | 3            | 8            | 8            | 13           | 22           | 38     | 10     | 16     | 12     | 27     | 35     | -8 |

### Statistiche dei giocatori[1][3]
| Giocatore       | Serie C1 | Serie C1 | Coppa Italia Semipro | Coppa Italia Semipro | Totale   | Totale |
| Giocatore       | Presenze | Reti     | Presenze             | Reti                 | Presenze | Reti   |
| --------------- | -------- | -------- | -------------------- | -------------------- | -------- | ------ |
| S. Aimone       | 34       | 0        | 4                    | 0                    | 38       | 0      |
| M. Bianchi      | 5        | -?       | 4                    | -3                   | 9        | -3+    |
| D. Bianchini    | 17       | 1        | 1                    | 0                    | 18       | 1      |
| M. Bozzi        | 17       | 3        | 1                    | 0                    | 18       | 3      |
| M. Bracchi      | 32       | 2        | 4                    | 1                    | 36       | 3      |
| F. Della Monica | 21       | 0        | 4                    | 1                    | 25       | 1      |
| A. Fait         | 30       | 1        | 4                    | 0                    | 34       | 1      |
| F. Francisca    | 34       | 1        | 4                    | 0                    | 38       | 1      |
| C. Legnani      | 34       | 0        | 4                    | 0                    | 38       | 0      |
| G. Marella      | -        | -        | 2                    | 0                    | 2        | 0      |
| F. Monetta      | 1        | 0        | 1                    | 0                    | 2        | 0      |
| G.B. Motta      | 33       | 11       | 3                    | 0                    | 36       | 11     |
| G. Palladino    | 33       | 0        | 3                    | 0                    | 36       | 0      |
| L. Pardini      | 25       | 3        | -                    | -                    | 25       | 3      |
| S. Pozzi        | 32       | 3        | 1                    | 0                    | 33       | 3      |
| Proietti        | -        | -        | 1                    | 0                    | 1        | 0      |
| G. Ridolfi      | 30       | -?       | -                    | -                    | 30       | -0+    |
| M. Tolfo        | 6        | 0        | 3                    | 0                    | 9        | 0      |
| D. Tumelero     | 22       | 0        | 2                    | 0                    | 24       | 0      |
| Ubertazzi       | -        | -        | 1                    | 0                    | 1        | 0      |